# Chmod
chmod（change mode、チェンジモード）は、UNIXおよびUNIX系オペレーティングシステムにおけるシェルコマンドの一種である。ファイルやディレクトリのファイルモード（ファイルパーミッションなど）を変更するのに使われる。

## 歴史
chmod コマンドは、AT&T の最初の UNIX（Research Unix V1）に既に備わっており、今も UNIX 系オペレーティングシステムで使われている。

## 使用法
chmod コマンドのオプション形式は次の通り。
```
$ chmod [
options
] 
mode
 
file1
 ...
```

現在のパーミッション設定を見るには、次のように入力する。
```
$ ls -l
```

## オプション
主なオプションとして、次のものがある。
- -R: 再帰的にディレクトリとその配下のファイル群のモードを変更する。
- -v: Verbose（冗長）モード。処理中の全ファイル名をリスト表示する。

## 文字列によるモード指定
chmod では、全パーミッションと特殊モードを mode パラメータで表現する。ファイルやディレクトリのモードを指定する1つの方法としてシンボリックモードがある。シンボリックモードは、3つの部分からなる文字列で表される。
```
$ chmod [
references
][
operator
][
modes
] 
file1
 ...
```

references はクラス（ユーザ、グループ、その他）を指定するのに使われる。references が指定されない場合、全クラスを意味する。以下の文字を使って指定する。
| Reference | クラス   | 説明                                |
| --------- | -------- | ----------------------------------- |
| u         | ユーザ   | ファイルの所有者                    |
| g         | グループ | 所有者が属するグループ              |
| o         | その他   | グループ以外の全ユーザ              |
| a         | 全て     | 上記3つ全て。ugo と指定するのと同じ |

operator はモードの処理方法を指定する。
| Operator | 説明 |
| -------- | --- |
| +        | 指定されたモードを指定されたクラスに追加する。                                                                                     |
| -        | 指定されたモードを指定されたクラスから削除する。                                                                                   |
| =        | 指定されたモードが指定されたクラスの正確な内容となる。つまり、指定されなかったモードは削除され、指定されたモードだけが付与される。 |

modes はモードを指定する。基本パーミッションに対応して3つの基本モードがある。
| Mode | 名称       | 説明 |
| ---- | ---------- | --- |
| r    | リード     | ファイルを読み出し可能、ディレクトリ内容を参照可能 |
| w    | ライト     | ファイルやディレクトリに書き込み可能 |
| x    | 実行       | ファイルを実行可能、ディレクトリに移動可能 |
| X    | 特殊実行   | パーミッション自体ではないが、x の代わりに使うことができる。ディレクトリについては現在のパーミッションに関係なく実行パーミッションを付与するが、ファイルについては（クラスに関係なく）現在のパーミッションで実行パーミッションが設定されている場合のみ実行パーミッションを付与する。operator が '+' で、-R オプションを使う場合のみ便利である。 |
| s    | setuid/gid | 後述 |
| t    | sticky     | 後述 |

これら3要素で構成される文字列がシンボリックモードでのパーミッション指定として認識される。複数の変更があるときは、それらをカンマで連結して指定すればよい。

### 例
次の例は、sample という名前のファイルまたはディレクトリについて、ユーザクラスおよびグループクラスのリードパーミッションとライトパーミッションを付与するものである。
```
$ 
chmod
 
ug+rw
 
sample

$ 
ls
 
-ld
 
sample

drw-rw----   2 unixguy  unixguy       96 Dec  8 12:53 sample

```

次の例は、全パーミッションを削除するもので、sample は読み出すことも書き込むことも実行することもできなくなる。
```
$ 
chmod
 
a-rwx
 
sample

$ 
ls
 
-l
 
sample

----------   2 unixguy  unixguy       96 Dec  8 12:53 sample

```

次の例は、ユーザおよびグループのパーミッションをリードと実行だけに設定する（ライトは不可とする）。
```
コマンド実行前の sample のパーミッション
```

```
$ 
ls
 
-ld
 
sample

drw-rw----   2 unixguy  unixguy       96 Dec  8 12:53 sample

$ 
chmod
 
ug
=
rx
 
sample

$ 
ls
 
-ld
 
sample

dr-xr-x---   2 unixguy  unixguy       96 Dec  8 12:53 sample

```

## 八進数によるモード指定
chmod コマンドは、三桁か四桁の八進数でモードを指定できる。これを絶対モード指定と呼ぶ。例えば、次のように指定する。
```
$ chmod 0664 sample
```

sample というファイルの setuid、setgid、sticky ビットが設定されていない場合、これは以下と等価である。
```
$ chmod 664 sample
```

あるいは
```
$ chmod +r,-x,ug+w sample
```

## 特殊モード
chmod コマンドは、ファイルやディレクトリの追加パーミッション（あるいは特殊モード）も変更可能である。シンボリックモードでは s が setuid と setgid モードを表し、t が sticky モードを表す。それぞれ、特定のクラスでのみ有効である。詳しくはファイルパーミッションを参照されたい。
多くのオペレーティングシステムでは絶対モードでの特殊モード指定が可能だが、一部では不可能なOSもあり、その場合はシンボリックモードでしか指定できない。

## 例
- chmod +r file – 全てのリードパーミッションを付与
- chmod -x file – 全ての実行パーミッションを削除
- chmod u=rw,go= file – 所有者にはリード/ライトパーミッションをセットし、グループおよびその他については全パーミッションを削除
- chmod +rw file – 全てのリード/ライトパーミッションを付与
- chmod -R u+w,go-w docs/ – ディレクトリ docs とその配下の全ファイルについて、ユーザ（所有者）にはライトパーミッションを付与し、それ以外からはライトパーミッションを削除するよう変更
- chmod 666 file – 全てのリード/ライトパーミッションを付与
- chmod 0755 file – u=rwx (4+2+1),go=rx (4+1 & 4+1) と等価。0 は特殊モードを指定しないことを意味する。
- chmod 4755 file – 4 は setuid を意味する。
- find path/ -type d  -exec chmod a-x {} \; – path/ 配下の全ディレクトリについて、a-x を設定する（ファイルのみの場合は '-type f'）
- find path/ -type d  -exec chmod 777 {} \; – path/ 配下の全ディレクトリについて、全パーミッションを付与する
- chmod -R u+rwX,g-rwx,o-rwx <directory> – 所有者パーミッションはディレクトリについては rwx、ファイルについては rw を設定し、それ以外のパーミッションは --- とする。]
- chmod 777 file - すべての利用者にすべての権限を付与[1]